# 杜乐天
杜乐天（1932年—2015年），男，山东济宁人，中国放射性地质学家，曾任核工业部北京第三研究所高级工程师、博士生导师。